# ماریا د لئون
ماریا د لئون یی دلگادو (به اسپانیایی: María de León y Delgado) راهبه کاتولیک اسپانیایی و عارف بود که در تاریخ ۲۳ مارس ۱۶۴۳ در تنریف زاده شد.
او زندگی مذهبی ساده‌ای داشت و معجزات بسیاری را به او نسبت داده‌اند از جمله معراج، خلسه، روشن‌بینی و استیگماتا. ماریا د لئون، تا به حال یک دوستی بزرگ با راهب صومعه نزاع خوان د عیسی است.
او در ۱۵ فوریهٔ ۱۷۳۱ در سن ۸۷ سالگی درگذشت و سه سال بعد که جسدش را نبش قبر کردند دیدند که هنوز سالم است. جسد دست‌نخوردهٔ ماریا د لئون هنوز در صومعهٔ سنت کاترین که در سان کریستوبال دلاگونا او زندگیش را در آنجا گذراند و درگذشت، نگهداری می‌شود. هر ساله در روز ۱۵ فوریه، جسد او را در تابوتی شیشه‌ای در معرض دید عموم قرار می‌دهند.
امروزه او یکی از مورد احترام‌ترین اهالی بومی جزایر قناری است و درخواستی برای تقدیس او همراه با دلایل این درخواست به واتیکان برای بررسی فرستاده شده‌است.
این راهبه از دوستان بسیار نزدیک آمارو فارگو دزد دریایی بود.